# Eberhard V von Walsee
Eberhard V von Walsee, aussi appelé Eberhard III von Walsee-Linz (né vers 1290, mort le 21 avril 1371) est Landrichter du Landes ob der Enns. Dans la première moitié du XIVe siècle, la désignation Landrichter ob der Enns est progressivement et définitivement remplacée par le titre de Hauptmann ob der Enns.

## Biographie
Eberhard V. reprend la fonction de Landeshauptmannschaft de son père Eberhard IV von Walsee en 1322 et en hérite en 1325 en tant que son fils unique.
À l'été 1330, les propriétés familiales souabes de la maison de Walsee, famille ministérielle, vassale d'Albert II d'Autriche et de la maison de Habsbourg, sont vendues, ce qui en fait de fidèles adeptes en permanence et exclusivement sur leur territoire. Tout au long de sa vie, Eberhard V augmente la propriété héritée par des achats continus dans la région de la Haute-Autriche et de la Basse-Autriche. Les nouvelles possessions des Walsee, le château de Falkenstein, le château de Waxenberg (en 1331), le château de Freudenstein (en 1333) et le château d'Ottensheim (1331–1461) restreignent le comté de Schaunberg en faveur de l'influence des Walsee et des Habsbourg au nord. Les acquisitions de propriété dans la vallée de la Trattnach contrecarrent également les efforts des Schaunberg pour établir un lien fermé entre leur siège et l'Attergau.
Eberhard V. fondent deux abbayes cisterciennes, en 1336 l'abbaye de Säusenstein, où il est enterré, et en 1355 l'abbaye de Schlierbach.

## Famille
Le premier mariage d'Eberhard avec Elisabeth von Gutrat, déjà conclu en 1304, ne donne pas d'enfant. En 1321 au plus tard, il épouse Anna von Losenstein (morte en 1355), qui donne naissance à deux fils et une fille. Cependant, Eberhard V assiste à la mort de ses deux fils adultes Eberhard (mort en 1351) et Heinrich (mort en 1352). Vers 1360, Eberhard se remarie à l'âge d'environ 70 ans avec Floringa von Pettau, qui donna naissance à son fils, Georg von Walsee (mort en 1400), et à deux filles.